# Perceval de Loriol
Perceval de Loriol (nom complet : Charles Louis Perceval de Loriol, ou de Loriol Le Fort), né le 24 juillet 1828 à Genève et mort le 23 décembre 1908 à Cologny, est un paléontologue et stratigraphiste suisse. Il est connu pour ses contributions à l'étude des échinodermes vivants et fossiles, et notamment les oursins, mais a également beaucoup contribué à l'étude des faunes de mollusques et de brachiopodes du Jurassique et du Crétacé, ainsi que d'autres groupes marins fossiles.

## Biographie
Il étudie les sciences naturelles et la paléontologie auprès de François-Jules Pictet de la Rive. Bien qu'il ne soit pas rattaché officiellement au Muséum d'histoire naturelle de Genève, c'est dans les collections de cette institution qu'il passe l'essentiel de son temps, pendant près de quarante ans,. Il devient membre de la commission qui dirige alors le muséum en 1872, et le reste jusqu'en 1878, quand un directeur, Godefroy Lunel, est nommé. Il est l'un des fondateurs de la Société paléontologique Suisse, et un éditeur de ses Mémoires. Il publie de nombreux articles et des monographies sur les échinodermes du Jurassique, du Crétacé et du haut Tertiaire de l'Europe occidentale et centrale et du nord de l'Afrique. L'Université de Genève lui décerne un doctorat honoris causa en 1902.

## Taxons décrits
Perceval de Loriol est le descripteur d'une famille de comatules :
- Bourgueticrinidae Loriol, 1882

Il est également le descripteur de 52 genres :
- Aplodiadema Loriol, 1909
- Aspidaster Loriol, 1904
- Astartopsis Loriol, 1905
- Asterobrissus Loriol, 1904
- Austinocrinus Loriol, 1904
- Berlieria Loriol, 1909
- Bradicardia Loriol, 1905
- Brisingaster Loriol, 1904
- Ceromyopsis Loriol, 1905
- Chariaster Loriol, 1909
- Cleistechinus Loriol, 1904
- Coulonia Loriol, 1904
- Delia Loriol, 1891
- Dermaster Loriol, 1905
- Diclidaster Loriol, 1905
- Dolichocrinus Loriol, 1905
- Endeodiadema Loriol, 1904
- Enichaster Loriol, 1904
- Eudesicrinus Loriol, 1904
- Forbesiaster Loriol, 1909
- Girardotia Loriol, 1909
- Gymnocrinus Loriol, 1904
- Gymnodiadema Loriol, 1904
- Idiocidaris Loriol, 1909
- Kobya Loriol, 1906
- Lahillea Loriol, 1909
- Lahillia Loriol, 1909
- Leptaster Loriol, 1904
- Machomya Loriol, 1904
- Mistechinus Loriol, 1905
- Monodiadema Loriol, 1904
- Neoclypeus Loriol, 1909
- Odontoturbo Loriol, 1904
- Oligopygus Loriol, 1904
- Ortmannia Loriol, 1909
- Pachyaster Loriol, 1909
- Phaleropygus Loriol, 1909
- Picteticrinus Loriol, 1904
- Plectomya Loriol, 1904
- Pleurodiadema Loriol, 1904
- Pomelia Loriol, 1905
- Pomelopsis Loriol, 1908
- Pseudonerinea Loriol, 1904
- Pseudopileus Loriol, 1908
- Pyguropsis Loriol, 1909
- Reptopora Loriol, 1904
- Scaphaster Loriol, 1905
- Scaptodiadema Loriol, 1905
- Steneudea Loriol, 1904
- Triboletia Loriol, 1909
- Trochodiadema Loriol, 1905
- Trochoechinus Loriol, 1909

Et de 1685 taxons spécifiques ou infra-spécifiques :
- Acanthaster mauritiensis Loriol, 1884
- Acanthopora pulchella Loriol, 1868
- Acrocidaris abdaensis Loriol, 1900
- Acrosalenia delgadoi Loriol, 1888
- Acrosalenia ribeiroi Loriol, 1888
- Acrosalenia tenella Loriol, 1888
- Acrosalenia venusta Loriol, 1888
- Actaeon valfinensis Loriol, 1886
- Actaeonina burensis Loriol, 1889
- Actaeonina greppini Loriol, 1889
- Actaeonina ogerieni Loriol, 1886
- Acteonina blanda Loriol, 1874
- Acteonina davidsoni Loriol, 1874
- Acteonina fundata Loriol, 1874
- Acteonina micheloti Loriol, 1874
- Acteonina morini Loriol, 1874
- Acteonina ogerieni Loriol, 1884
- Acteonina physoidea Loriol, 1868
- Acteonina pilleti Loriol, 1874
- Acteonina rigauxi Loriol, 1874
- Acteonina unisulcata Loriol, 1882
- Acteonina ursicina Loriol, 1889
- Actinofungia arzierensis Loriol, 1868
- Actinofungia raresulcata Loriol, 1868
- Actinometra guirandi Loriol, 1888
- Actinometra guirandi Loriol, 1888
- Actinometra ranvillensis Loriol, 1888
- Actinometra vagnasensis Loriol, 1888
- Adeorbis chaperi Loriol, 1874
- Adeorbis pellati Loriol, 1874
- Agassizia floridana Loriol, 1886
- Akera beaugrandi Loriol, 1874
- Akera blaisiaca Loriol, 1872
- Alaria beaugrandi Loriol, 1874
- Alaria berlieri Loriol, 1898
- Alaria bernensis Loriol, 1895
- Alaria bernouilensis Loriol, 1868
- Alaria bononiensis Loriol, 1873
- Alaria choffati Loriol, 1898
- Alaria flora Loriol, 1898
- Alaria hiselyi Loriol, 1869
- Alaria leblanci Loriol, 1874
- Alaria mairei Loriol, 1898
- Alaria matronensis Loriol, 1872
- Alaria portlandica Loriol, 1868
- Alaria thermarum Loriol, 1878
- Alaria tombecki Loriol, 1872
- Alaria virgulina Loriol, 1874
- Amaltheus ebrayi Loriol, 1882
- Amberleya kobyi Loriol, 1900
- Ammonites balnearius Loriol, 1877
- Ammonites bleicheri Loriol, 1874
- Ammonites boidini Loriol, 1874
- Ammonites bononiensis Loriol, 1874
- Ammonites boucardensis Loriol, 1874
- Ammonites catalaunicus Loriol, 1872
- Ammonites choffati Loriol, 1878
- Ammonites devillei Loriol, 1874
- Ammonites ernesti Loriol, 1877
- Ammonites mortilleti Pictet & Loriol, 1858
- Ammonites portlandicus Loriol, 1874
- Ammonites pseudomutabilis Loriol, 1874
- Ammonites quehenensis Loriol, 1874
- Ammonites roberti Loriol, 1880
- Ammonites rutimeyeri Loriol, 1877
- Ammonites tysias Loriol, 1877
- Ammonites voironensis Pictet & Loriol, 1858
- Amorphofungia caespitosa Loriol, 1868
- Amorphofungia cylindrica Loriol, 1863
- Amorphofungia multiformis Loriol, 1868
- Amphiope neuparthi Loriol, 1904
- Anatina blauenensis Loriol, 1891
- Anatina cosnensis Loriol, 1882
- Anatina icaunensis Loriol, 1868
- Anatina montenolensis Loriol, 1894
- Anatina morini Loriol, 1875
- Anatina orbignyana Loriol, 1861
- Anatina vaulignyacensis Loriol, 1892
- Ancyloceras sabaudianus Pictet & Loriol, 1858
- Anisocardia bernensis Loriol, 1891
- Anisocardia blanda Loriol, 1875
- Anisocardia blauenensis Loriol, 1891
- Anisocardia carinata Loriol, 1882
- Anisocardia choffati Loriol, 1903
- Anisocardia cosnensis Loriol, 1882
- Anisocardia humilis Loriol, 1891
- Anisocardia intermedia Loriol, 1875
- Anisocardia laitmairensis Loriol, 1883
- Anisocardia liesbergensis Loriol, 1896
- Anisocardia munieri Loriol, 1875
- Anisocardia veneriformis Loriol, 1875
- Antedon allardi Loriol, 1895
- Antedon almerai Loriol, 1899
- Antedon anglesensis Loriol, 1896
- Antedon arnaudi Loriol, 1893
- Antedon beltremieuxi Loriol, 1888
- Antedon bituricensis Loriol, 1888
- Antedon burgundiaca Loriol, 1888
- Antedon campichei Loriol, 1878
- Antedon caraboeufi Loriol, 1888
- Antedon carentonensis Loriol, 1893
- Antedon changarnieri Loriol, 1888
- Antedon choffati Loriol, 1879
- Antedon delgadoi Loriol, 1890
- Antedon depereti Loriol, 1895
- Antedon doederleini Loriol, 1899
- Antedon fontannesi Loriol, 1895
- Antedon gaioensis Loriol, 1890
- Antedon gevreyi Loriol, 1901
- Antedon gillieroni Loriol, 1878
- Antedon greppini Loriol, 1878
- Antedon guirandi Loriol, 1888
- Antedon iheringi Loriol, 1901
- Antedon jutieri Loriol, 1878
- Antedon ladoixensis Loriol, 1888
- Antedon lamberti Loriol, 1888
- Antedon leenhadti Loriol, 1904
- Antedon morierei Loriol, 1888
- Antedon pellati Loriol, 1895
- Antedon peroni Loriol, 1888
- Antedon picteti Loriol, 1878
- Antedon schlumbergeri Loriol, 1888
- Antedon thiollieri Loriol, 1888
- Antedon valdensis Loriol, 1867
- Anthenea schlumbergeri Loriol, 1887
- Apiocrinus araricus Loriol, 1883
- Apiocrinus beltremieuxi Loriol, 1883
- Apiocrinus champlittensis Loriol, 1883
- Apiocrinus changarnieri Loriol, 1883
- Apiocrinus cotteaui Loriol, 1883
- Apiocrinus gillieroni Loriol, 1876
- Apiocrinus martini Loriol, 1883
- Aporrhais boucardensis Loriol, 1873
- Aporrhais ebrayi Loriol, 1882
- Aporrhais icaunensis Loriol, 1868
- Aporrhais saussureanus Loriol, 1867
- Aptychus angulicostatus Pictet & Loriol, 1858
- Aptychus mortilletti Pictet & Loriol, 1858
- Aptyxiella etalloni Loriol, 1885
- Aptyxiella valfinensis Loriol, 1885
- Arbacina mutellaensis Loriol, 1894
- Arbacina tenera Loriol, 1901
- Arca antiopa Loriol, 1888
- Arca beaugrandi Loriol, 1875
- Arca berlieri Loriol, 1898
- Arca bouranensis Loriol, 1903
- Arca bourgueti Loriol, 1891
- Arca burensis Loriol, 1891
- Arca catalaunica Loriol, 1872
- Arca cavata Loriol, 1875
- Arca cepha Loriol, 1891
- Arca clytia Loriol, 1891
- Arca concinnoides Loriol, 1891
- Arca corbisoides Loriol, 1868
- Arca drya Loriol, 1899
- Arca erinacei Loriol, 1903
- Arca eryx Loriol, 1888
- Arca essertensis Loriol, 1867
- Arca gagnebini Loriol, 1897
- Arca gresslyi Loriol, 1861
- Arca humbertiana Loriol, 1867
- Arca icaunensis Loriol, 1868
- Arca kobyi Loriol, 1891
- Arca liesbergensis Loriol, 1893
- Arca luxdorfensis Loriol, 1896
- Arca menandellensis Loriol, 1867
- Arca montaneyensis Loriol, 1900
- Arca montenotensis Loriol, 1903
- Arca neverisensis Loriol, 1882
- Arca pomona Loriol, 1891
- Arca pyrene Loriol, 1893
- Arca roederi Loriol, 1896
- Arca rutimeyeri Loriol, 1891
- Arca salevensis Loriol, 1861
- Arca sauvagei Loriol, 1875
- Arca savignacensis Loriol, 1903
- Arca sorlinensis Loriol, 1902
- Arca subterebrans Loriol, 1888
- Arca trichordis Loriol, 1896
- Arca valbertensis Loriol, 1900
- Arca velledae Loriol, 1868
- Archiacia delgadoi Loriol, 1887
- Arcomya moeschi Loriol, 1879
- Arcomya rathieri Loriol, 1892
- Arcomya schardti Loriol, 1883
- Argiope picteti Loriol, 1872
- Aspidaster delgadoi Loriol, 1883
- Aspidoceras choffati Loriol, 1902
- Aspidoceras sorlinense Loriol, 1902
- Astarte aglaia Loriol, 1891
- Astarte ancervillensis Loriol, 1872
- Astarte bifaria Loriol, 1868
- Astarte blauenensis Loriol, 1891
- Astarte boucardensis Loriol, 1875
- Astarte burensis Loriol, 1890
- Astarte clymene Loriol, 1891
- Astarte contejeani Loriol, 1875
- Astarte daphne Loriol, 1891
- Astarte diminutiva Loriol, 1891
- Astarte episcopalis Loriol, 1900
- Astarte essertensis Loriol, 1867
- Astarte ferrettensis Loriol, 1900
- Astarte gardneri Loriol, 1882
- Astarte girardoti Loriol, 1898
- Astarte ingenua Loriol, 1875
- Astarte lamberti Loriol, 1868
- Astarte leblanci Loriol, 1875
- Astarte maillardi Loriol, 1882
- Astarte mantica Loriol, 1868
- Astarte matheyi Loriol, 1891
- Astarte matronensis Loriol, 1872
- Astarte morini Loriol, 1875
- Astarte morini Loriol, 1875
- Astarte pagnardi Loriol, 1900
- Astarte pironae Loriol, 1888
- Astarte pseudoelongata Loriol, 1882
- Astarte puellaris Loriol, 1868
- Astarte quehenensis Loriol, 1875
- Astarte rathieri Loriol, 1892
- Astarte rayensis Loriol, 1882
- Astarte reginae Loriol, 1892
- Astarte saemanni Loriol, 1866
- Astarte sauvagei Loriol, 1875
- Astarte seebachi Loriol, 1875
- Astarte steenstrupi Loriol, 1882
- Astarte subpelops Loriol, 1896
- Astarte thevenini Loriol, 1888
- Astarte trembiazensis Loriol, 1900
- Astarte valfinensis Loriol, 1888
- Astarte vallonia Loriol, 1868
- Astartopsis elongata Loriol, 1891
- Astartopsis etalloni Loriol, 1891
- Asterias exquisita Loriol, 1887
- Asterias forreri Loriol, 1887
- Asterias koehleri Loriol, 1897
- Asterias saanichensis Loriol, 1897
- Asterina perrieri Loriol, 1904
- Asterobrissus pomeli Loriol, 1888
- Astrogonium papulosum Loriol, 1868
- Astropecten carroni Loriol, 1893
- Astropecten desori Loriol, 1874
- Astropecten gataui Loriol, 1886
- Astropecten inermis Loriol, 1898
- Astropecten kagoshimensis Loriol, 1898
- Astropecten koehleri Loriol, 1898
- Astropecten ludwigi Loriol, 1898
- Astropecten mabillei Loriol, 1879
- Astropecten penangensis Loriol, 1898
- Astropecten pilleti Loriol, 1875
- Astropecten rubidus Loriol, 1898
- Astropecten verrilli Loriol, 1898
- Astropecten wilckensis Loriol, 1904
- Aulacocidaris michaleti Loriol, 1904
- Auricula jaccardi Loriol, 1865
- Austinocrinus komaroffi Loriol, 1888
- Avellana glareosa Loriol, 1882
- Avicula burensis Loriol, 1891
- Avicula credneriana Loriol, 1866
- Avicula douvillei Loriol, 1875
- Avicula struckmanni Loriol, 1875
- Balanocrinus antiquus Loriol, 1887
- Balanocrinus bathonicus Loriol, 1887
- Balanocrinus billodensis Loriol, 1888
- Balanocrinus changarnieri Loriol, 1888
- Balanocrinus colloti Loriol, 1887
- Balanocrinus dumortieri Loriol, 1887
- Balanocrinus marioni Loriol, 1887
- Balanocrinus mosensis Loriol, 1888
- Balanocrinus pacomei Loriol, 1887
- Balanocrinus penichensis Loriol, 1890
- Balanocrinus pernaldensis Loriol, 1888
- Balanocrinus peroni Loriol, 1888
- Balanocrinus privasensis Loriol, 1887
- Balanocrinus pustulosus Loriol, 1890
- Balanocrinus quiaiosensis Loriol, 1890
- Balanocrinus stockhornensis Loriol, 1887
- Balanocrinus venustus Loriol, 1887
- Belemnites girardoti Loriol, 1901
- Belemnites pellati Loriol, 1874
- Berenicea pulchella Loriol, 1861
- Berlieria ledonica Loriol, 1902
- Bithynia chopardiana Loriol, 1865
- Bithynia dubisiensis Loriol, 1865
- Bithynia renevieri Loriol, 1865
- Botriopygus demolyi Loriol, 1901
- Botriopygus lussanensis Loriol, 1883
- Botriopygus savini Loriol, 1901
- Botriopygus torcapeli Loriol, 1883
- Botriopygus valdensis Loriol, 1872
- Bourgueticrinus alabamensis Loriol, 1881
- Bourgueticrinus oosteri Loriol, 1879
- Brachytrema kobyi Loriol, 1889
- Brachytrema simplex Loriol, 1894
- Bradicardia kobyi Loriol, 1891
- Brisingaster robillardi Loriol, 1883
- Brissopsis lusitanicus Loriol, 1894
- Brissopsis pezenasensis Loriol, 1901
- Brissus robillardi Loriol, 1875
- Bulla matronensis Loriol, 1872
- Caenopedina ameghinoi Loriol, 1902
- Cardiaster gillieroni Loriol, 1872
- Cardita boloniensis Loriol, 1867
- Cardita coeuilti Loriol, 1875
- Cardita cultrigera Loriol, 1868
- Cardita guirandi Loriol, 1888
- Cardita lamberti Loriol, 1868
- Cardita stabileana Loriol, 1867
- Cardita studeriana Loriol, 1866
- Cardita zitteli Loriol, 1875
- Cardium berlieri Loriol, 1903
- Cardium bernouilense Loriol, 1868
- Cardium blyense Loriol, 1903
- Cardium cartieri Loriol, 1879
- Cardium delibatum Loriol, 1872
- Cardium foucardi Loriol, 1868
- Cardium frausum Loriol, 1868
- Cardium laitmairense Loriol, 1883
- Cardium landeronense Loriol, 1869
- Cardium ledonicum Loriol, 1903
- Cardium maillardi Loriol, 1882
- Cardium montignyacum Loriol, 1868
- Cardium morinicum Loriol, 1866
- Cardium morosum Loriol, 1872
- Cardium pellati Loriol, 1866
- Cardium petilum Loriol, 1868
- Cardium purbeckense Loriol, 1865
- Cardium ritteneri Loriol, 1882
- Cardium savignaense Loriol, 1903
- Cardium thevenini Loriol, 1903
- Cardium ursicinum Loriol, 1891
- Cardium vassiacense Loriol, 1872
- Cardium verveceum Loriol, 1868
- Cardium zetes Loriol, 1888
- Carychium brotianum Loriol, 1865
- Cassidulus lusitanicus Loriol, 1883
- Catopygus fraasi Loriol, 1900
- Catopygus prestensis Loriol, 1872
- Catopygus rouvillei Loriol, 1899
- Cercomya bouranensis Loriol, 1902
- Cercomya matheyi Loriol, 1900
- Cercomya sorlinensis Loriol, 1902
- Ceriocava confusa Loriol, 1868
- Ceriocava lamourouxi Loriol, 1861
- Ceriopora dumosa Loriol, 1869
- Ceritella elata Loriol, 1889
- Ceritella greppini Loriol, 1889
- Ceritella matheyi Loriol, 1889
- Cerithium agenor Loriol, 1894
- Cerithium anar Loriol, 1887
- Cerithium andreae Loriol, 1900
- Cerithium arzierense Loriol, 1868
- Cerithium beaugrandi Loriol, 1874
- Cerithium blauenense Loriol, 1889
- Cerithium boidini Loriol, 1874
- Cerithium bouchardianum Loriol, 1867
- Cerithium bourgeati Loriol, 1887
- Cerithium brotianum Loriol, 1867
- Cerithium caraboeufi Loriol, 1867
- Cerithium cartieri Loriol, 1880
- Cerithium catalaunicum Loriol, 1872
- Cerithium chantrei Loriol, 1887
- Cerithium charpyi Loriol, 1887
- Cerithium cotteaui Loriol, 1893
- Cerithium essertense Loriol, 1867
- Cerithium galar Loriol, 1887
- Cerithium gemellaroi Loriol, 1874
- Cerithium girardoti Loriol, 1898
- Cerithium josephense Loriol, 1887
- Cerithium kobyi Loriol, 1889
- Cerithium lamberti Loriol, 1868
- Cerithium leblanci Loriol, 1874
- Cerithium lorteti Loriol, 1874
- Cerithium manselli Loriol, 1866
- Cerithium matheyi Loriol, 1889
- Cerithium micheloti Loriol, 1867
- Cerithium molarium Loriol, 1874
- Cerithium monetierense Loriol, 1866
- Cerithium oegir Loriol, 1889
- Cerithium pellati Loriol, 1874
- Cerithium pleignense Loriol, 1894
- Cerithium pseudobernense Loriol, 1894
- Cerithium pseudoexcavatum Loriol, 1866
- Cerithium quehenense Loriol, 1874
- Cerithium rozeti Loriol, 1874
- Cerithium salevense Loriol, 1866
- Cerithium schardti Loriol, 1894
- Cerithium schlosseri Loriol, 1887
- Cerithium struckmanni Loriol, 1874
- Cerithium thoro Loriol, 1889
- Cerithium ursicinum Loriol, 1889
- Cerithium valfinense Loriol, 1887
- Cerithium vallestre Loriol, 1868
- Cerithium villersense Loriol, 1865
- Cerithium virgulinum Loriol, 1874
- Cerithium ymir Loriol, 1889
- Cerithium zetes Loriol, 1894
- Ceromya laitmairensis Loriol, 1883
- Ceromya pittieri Loriol, 1883
- Ceromya subquadrata Loriol, 1892
- Ceromyopsis helveticus Loriol, 1896
- Chariaster elegans Loriol, 1904
- Chenopus choffati Loriol, 1902
- Chenopus couloni Loriol, 1861
- Chenopus greppini Loriol, 1889
- Chenopus laitmairensis Loriol, 1883
- Chilodonta bayani Loriol, 1887
- Cidaris aizyensis Loriol, 1901
- Cidaris beyrouthensis Loriol, 1904
- Cidaris campichei Loriol, 1873
- Cidaris canavarii Loriol, 1882
- Cidaris cesaredensis Loriol, 1889
- Cidaris choffati Loriol, 1888
- Cidaris chomeracensis Loriol, 1901
- Cidaris cragini Loriol, 1903
- Cidaris cymosa Loriol, 1889
- Cidaris dagordaensis Loriol, 1901
- Cidaris ducreti Loriol, 1872
- Cidaris eliasensis Loriol, 1901
- Cidaris escheri Loriol, 1872
- Cidaris figueiroensis Loriol, 1887
- Cidaris friburgensis Loriol, 1873
- Cidaris gillieroni Loriol, 1873
- Cidaris gomesi Loriol, 1888
- Cidaris guiaensis Loriol, 1887
- Cidaris guimaraesi Loriol, 1888
- Cidaris guinchoensis Loriol, 1888
- Cidaris julianensis Loriol, 1901
- Cidaris junqueiroensis Loriol, 1887
- Cidaris leenhardti Loriol, 1899
- Cidaris liesbergensis Loriol, 1884
- Cidaris louleensis Loriol, 1888
- Cidaris lütkeni Loriol, 1873
- Cidaris malheiroi Loriol, 1888
- Cidaris mamarozensis Loriol, 1887
- Cidaris mattosensis Loriol, 1889
- Cidaris mauritanicus Loriol, 1901
- Cidaris mayeri Loriol, 1875
- Cidaris mexilhoeirensis Loriol, 1887
- Cidaris moeschii Loriol, 1872
- Cidaris nahalakensis Loriol, 1886
- Cidaris nesselsdorfensis Loriol, 1901
- Cidaris nevesensis Loriol, 1889
- Cidaris noyarezensis Loriol, 1901
- Cidaris ortmanni Loriol, 1901
- Cidaris palliata Loriol, 1889
- Cidaris panasqueirensis Loriol, 1888
- Cidaris pasquieri Loriol, 1901
- Cidaris penichensis Loriol, 1889
- Cidaris quiaiosensis Loriol, 1889
- Cidaris remesi Loriol, 1901
- Cidaris sagresensis Loriol, 1889, homonyme du précédent emplacé par Rhabdocidaris roquettei Loriol, 1903
- Cidaris savini Loriol, 1901
- Cidaris stoppanii Loriol, 1872
- Cidaris thyrsiger Loriol, 1888
- Cidaris truculenta Loriol, 1889
- Cidaris vafellus Loriol, 1888
- Cidaris valladensis Loriol, 1889
- Cidaris zetes Loriol, 1901
- Cidaris zumoffeni Loriol, 1901
- Circopeltis neocomiensis Loriol, 1887
- Cleistechinus canavarii Loriol, 1882
- Clypeaster delgadoi Loriol, 1894
- Clypeaster mutellensis Loriol, 1894
- Clypeaster palencaensis Loriol, 1894
- Clypeaster zumoffeni Loriol, 1901
- Codiopsis hoheneggeri Loriol, 1901
- Codiopsis libanicus Loriol, 1900
- Codiopsis lusitanicus Loriol, 1883
- Codiopsis zumoffeni Loriol, 1904
- Collyrites berriasensis Loriol, 1866
- Collyrites malbosi Loriol, 1866
- Colombellina dentata Loriol, 1861
- Colombellina maxima Loriol, 1861
- Columbellina hebertiana Loriol, 1867
- Comatula exilis Loriol, 1869
- Comatula hiselyi Loriol, 1869
- Comptonia pourtaui Loriol, 1904
- Conoclypeus delanouei Loriol, 1880
- Coptosoma armatum Loriol, 1904
- Coralliophila decussata Loriol, 1882
- Corbicella bayani Loriol, 1875
- Corbicella greppini Loriol, 1891
- Corbicella pellati Loriol, 1867
- Corbicella tenera Loriol, 1875
- Corbicella unioides Loriol, 1875
- Corbis burensis Loriol, 1891
- Corbis episcopalis Loriol, 1891
- Corbis gigantea Loriol, 1891
- Corbis guirandi Loriol, 1888
- Corbis kobyi Loriol, 1891
- Corbis lycetti Loriol, 1882
- Corbis salevensis Loriol, 1866
- Corbis ursannensis Loriol, 1894
- Corbis valfinensis Loriol, 1888
- Corbula bayani Loriol, 1875
- Corbula ferruginea Loriol, 1875
- Corbula forbesiana Loriol, 1865
- Corbula greppini Loriol, 1897
- Corbula kobyi Loriol, 1893
- Corbula ledonica Loriol, 1903
- Corbula morini Loriol, 1867
- Corbula neverisensis Loriol, 1882
- Corbula saemanni Loriol, 1867
- Coulonia neocomiensis Loriol, 1874
- Crassatella neocomiensis Loriol, 1861
- Creniceras berlieri Loriol, 1901
- Creniceras valbertense Loriol, 1900
- Cribroscyphia neocomiensis Loriol, 1869
- Cribroscyphia sinuata Loriol, 1863
- Crossaster vancouverensis Loriol, 1897
- Cupulochonia angusta Loriol, 1863
- Cupulochonia couloni Loriol, 1868
- Cupulochonia elongata Loriol, 1863
- Cupulochonia exquisita Loriol, 1868
- Cupulochonia hiselyi Loriol, 1868
- Cupulochonia insueta Loriol, 1867
- Cupulochonia milleporosa Loriol, 1868
- Cupulochonia sabaudiana Loriol, 1863
- Cupulochonia urgonensis Loriol, 1867
- Cycethra lahillei Loriol, 1904
- Cyclocrinus dumortieri Loriol, 1885
- Cyclocrinus renevieri Loriol, 1877
- Cylindrites etalloni Loriol, 1885
- Cylindrites mitis Loriol, 1889
- Cyphosoma alcantarense Loriol, 1887
- Cyphosoma debile Loriol, 1887
- Cyphosoma matheyi Loriol, 1884
- Cyphosoma microstoma Loriol, 1887
- Cyphosoma mortoni Loriol, 1886
- Cyphosoma ribeiroi Loriol, 1887
- Cypricardia quehenensis Loriol, 1875
- Cypricardia valdensis Loriol, 1868
- Cyprimeria gaultina Loriol, 1882
- Cyprina bertrandi Loriol, 1903
- Cyprina betancourti Loriol, 1875
- Cyprina birostrata Loriol, 1872
- Cyprina boloniensis Loriol, 1867
- Cyprina courcellensis Loriol, 1872
- Cyprina deshayesiana Loriol, 1861
- Cyprina implicata Loriol, 1875
- Cyprina jukesii Loriol, 1882
- Cyprina maranvillensis Loriol, 1872
- Cyprina marcousana Loriol, 1861
- Cyprina pulchella Loriol, 1867
- Cyprina royeri Loriol, 1872
- Cyrena equihenensis Loriol, 1875
- Cyrena ferruginea Loriol, 1867
- Cyrena pellati Loriol, 1875
- Cyrena pidancetiana Loriol, 1865
- Cyrena tombecki Loriol, 1875
- Cyrena villersensis Loriol, 1865
- Cytherea compacta Loriol, 1882
- Cytherea ebrayi Loriol, 1882
- Cytherea florae Loriol, 1882
- Cytherea gardneri Loriol, 1882
- Cytherea puella Loriol, 1882
- Delia amaena Loriol, 1890
- Delphinula chantrei Loriol, 1887
- Delphinula kobyi Loriol, 1894
- Delphinula matheyi Loriol, 1890
- Delphinula ogerieni Loriol, 1887
- Delphinula pellati Loriol, 1874
- Dentalium argoviense Loriol, 1879
- Dentalium pellati Loriol, 1873
- Dermaster boehmi Loriol, 1897
- Diarthema matheyi Loriol, 1889
- Diastopora neocomiensis Loriol, 1861
- Diceras bourgeati Loriol, 1888
- Diceras escheri Loriol, 1867
- Diceras guirandi Loriol, 1888
- Diceras kobyi Loriol, 1891
- Diclidaster gevreyi Loriol, 1896
- Diplocidaris desipiens Loriol, 1888
- Diplocidaris etalloni Loriol, 1872
- Diplocidaris guinchoensis Loriol, 1888
- Diplodonta kobyi Loriol, 1891
- Diplopodia blanckenhorni Loriol, 1897
- Diplopodia blankenhorni Loriol, 1896
- Diplopodia depauperata Loriol, 1887
- Diplopodia hermonensis Loriol, 1886
- Diplopodia lusitanica Loriol, 1887
- Diplostoma elegans Loriol, 1869
- Discaelia arzierensis Loriol, 1868
- Discaelia gillieroni Loriol, 1869
- Discaelia helvetica Loriol, 1869
- Discaelia salevensis Loriol, 1863
- Dischonia brevis Loriol, 1867
- Dischonia salevensis Loriol, 1863
- Discoelia annulosa Loriol, 1867
- Discoelia essertensis Loriol, 1867
- Ditremaria hermitei Loriol, 1886
- Ditremaria thurmanni Loriol, 1889
- Ditretus belus Loriol, 1889
- Ditretus thurmanni Loriol, 1889
- Douvillaster benguellensis Loriol, 1888
- Douvillaster carvalhoi Loriol, 1888
- Echinanthus camerinensis Loriol, 1882
- Echinanthus ibericus Loriol, 1904
- Echinanthus libycus Loriol, 1881
- Echinanthus oosteri Loriol, 1875
- Echinanthus zitteli Loriol, 1881
- Echinaster antonioensis Loriol, 1904
- Echinaster lepidus Loriol, 1904
- Echinaster sladeni Loriol, 1893
- Echinobrissus alemquerensis Loriol, 1890
- Echinobrissus arsenensis Loriol, 1890
- Echinobrissus ghazirensis Loriol, 1896
- Echinobrissus hakelensis Loriol, 1904
- Echinobrissus lusitanicus Loriol, 1890
- Echinobrissus salevensis Loriol, 1904
- Echinocava salevensis Loriol, 1861
- Echinocyamus luciani Loriol, 1880
- Echinolampas africanus Loriol, 1880
- Echinolampas alexandri Loriol, 1875
- Echinolampas aschersoni Loriol, 1881
- Echinolampas bredeahensis Loriol, 1904
- Echinolampas cassinellensis Loriol, 1898
- Echinolampas contii Loriol, 1882
- Echinolampas crameri Loriol, 1880
- Echinolampas fraasi Loriol, 1880
- Echinolampas hemisphaericus var. maxima Loriol, 1909
- Echinolampas junasensis Loriol, 1901
- Echinolampas libycus Loriol, 1881
- Echinolampas perrieri Loriol, 1880
- Echinolampas yoshiwarai Loriol, 1901
- Echinometra miocenica Loriol, 1901
- Echinoneus abnormalis Loriol, 1883
- Echinopedina ameghinoi Loriol, 1901
- Echinopsis libycus Loriol, 1881
- Echinus robillardi Loriol, 1883
- Elasmoierea tortuosa Loriol, 1869
- Elasmostoma neocomiensis Loriol, 1863
- Eligmoloxus choffati Loriol, 1898
- Enallaster boehmi Loriol, 1904
- Enallaster crisminensis Loriol, 1887
- Enallaster delgadoi Loriol, 1883
- Enallaster karsteni Loriol, 1875
- Enallaster lepidus Loriol, 1887
- Enallaster sapperi Loriol, 1904
- Enallaster syriacus Loriol, 1887
- Encrinus greppini Loriol, 1876
- Endeodiadema lepidum Loriol, 1889
- Enichaster oblongus Loriol, 1882
- Entalophora salevensis Loriol, 1861
- Epiaster catumbellensis Loriol, 1888
- Epiaster cuevasensis Loriol, 1904
- Epiaster leenhardti Loriol, 1899
- Eugeniacrinus aberrans Loriol, 1881
- Eugeniacrinus choffati Loriol, 1886
- Eugeniacrinus colloti Loriol, 1879
- Eugeniacrinus deslongchampsi Loriol, 1881
- Eugeniacrinus dumortieri Loriol, 1881
- Eugeniacrinus fallax Loriol, 1881
- Eugeniacrinus fissus Loriol, 1881
- Eugeniacrinus gevreysi Loriol, 1896
- Eugeniacrinus heberti Loriol, 1868
- Eugeniacrinus oosteri Loriol, 1879
- Eugeniacrinus quenstedti Loriol, 1879
- Eugeniacrinus rimatus Loriol, 1879
- Eunaticina guirandi Loriol, 1887
- Eupatagus cairensis Loriol, 1896
- Eupatagus cotteaui Loriol, 1880
- Eupatagus formosus Loriol, 1863
- Eupatagus libycus Loriol, 1880
- Eupatagus ventrosus Loriol, 1904
- Euryale studeri Loriol, 1899
- Eustoma jurassense Loriol, 1887
- Exelissa guirandi Loriol, 1887
- Extracrinus babeaui Loriol, 1888
- Extracrinus collenoti Loriol, 1888
- Extracrinus lorteti Loriol, 1888
- Extracrinus sorlinensis Loriol, 1888
- Fissurella kobyi Loriol, 1890
- Forbesiaster wrighti Loriol, 1904
- Fusus houllefortensis Loriol, 1873
- Fusus pellati Loriol, 1873
- Fusus sauvagei Loriol, 1873
- Galeolaria neocomiensis Loriol, 1861
- Galeropygus cartieri Loriol, 1870
- Gastraster studeri Loriol, 1904
- Gastrochaena boucardensis Loriol, 1875
- Gastrochaena cottaldina Loriol, 1868
- Gastrochaena flora Loriol, 1888
- Gastrochaena greppini Loriol, 1891
- Gastrochaena valfinensis Loriol, 1888
- Gervilia roederi Loriol, 1899
- Gervillia cosnensis Loriol, 1881
- Girardotia elegans Loriol, 1902
- Glyptechinus Loriol, 1873
- Glypticus algarbiensis Loriol, 1889
- Glypticus kaufmanni Loriol, 1870
- Glypticus loryi Loriol, 1868
- Goniocidaris jorgensis Loriol, 1901
- Goniodiscus studeri Loriol, 1884
- Goniomya berlieri Loriol, 1902
- Goniomya kobyi Loriol, 1894
- Goniomya matheyi Loriol, 1894
- Goniomya moeschi Loriol, 1878
- Goniopygus syriacus Loriol, 1900
- Gorgonocephalus robillardi Loriol, 1898
- Gresslya laevigata Loriol, 1894
- Gymnocrinus moeschi Loriol, 1878
- Gymnodiadema choffati Loriol, 1884
- Hamulina fascicularis Pictet & Loriol, 1858
- Hecticoceras bernense Loriol, 1897
- Hecticoceras bonarellii Loriol, 1897
- Hecticoceras chatillonense Loriol, 1897
- Hecticoceras matheyi Loriol, 1897
- Helcion thurmanni Loriol, 1890
- Helcion valfinensis Loriol, 1887
- Hemiaster adonesensis Loriol, 1887
- Hemiaster alcantarensis Loriol, 1887
- Hemiaster archiaci Loriol, 1880
- Hemiaster bellasensis Loriol, 1887
- Hemiaster canavarii Loriol, 1882
- Hemiaster delgadoi Loriol, 1887
- Hemiaster galantigensis Loriol, 1890
- Hemiaster gallegosensis Loriol, 1904
- Hemiaster ibelensis Loriol, 1896
- Hemiaster inkermanensis Loriol, 1876
- Hemiaster kfourensis Loriol, 1896
- Hemiaster lusitanicus Loriol, 1887
- Hemiaster palpebratus Loriol, 1887
- Hemiaster subtilis Loriol, 1887
- Hemiaster tumidosus Loriol, 1887
- Hemiaster wetherbyi Loriol, 1886
- Hemicidaris alemquerensis Loriol, 1889
- Hemicidaris arrabidensis Loriol, 1889
- Hemicidaris cesaredensis Loriol, 1889
- Hemicidaris equihenensis Loriol, 1874
- Hemicidaris ghazirensis Loriol, 1896
- Hemicidaris gillieroni Loriol, 1873
- Hemicidaris greppini Loriol, 1872
- Hemicidaris kobyi Loriol, 1884
- Hemicidaris lusitanicus Loriol, 1889
- Hemicidaris mondegoensis Loriol, 1889
- Hemipedina eliasensis Loriol, 1901
- Hemipedina etalloni Loriol, 1887
- Hemipedina mairei Loriol, 1899
- Hemipygus matheyi Loriol, 1870
- Hemipygus rochati Loriol, 1893
- Heterodiadema matheyi Loriol, 1872
- Heterodiadema ouremense Loriol, 1884
- Heteropora buskana Loriol, 1861
- Hinnites bonjouri Loriol, 1902
- Hinnites cornueli Loriol, 1872
- Hinnites lepidus Loriol, 1891
- Hinnites ursicinus Loriol, 1894
- Holaster dombeensis Loriol, 1888
- Holaster syriacus Loriol, 1897
- Holectypus choffati Loriol, 1889
- Holectypus ouremensis Loriol, 1887
- Holectypus sinzovi Loriol, 1876
- Homomya corallina Loriol, 1892
- Homomya laitmairensis Loriol, 1883
- Homomya moeschi Loriol, 1879
- Homomya valdensis Loriol, 1883
- Hyboclypus theobaldi Loriol, 1870
- Hypsospatangus japonicus Loriol, 1901
- Idiocidaris lamberti Loriol, 1904
- Ilarionia yoshiwarai Loriol, 1901
- Inoceramus groenlandicus Loriol, 1882
- Inoceramus patootensis Loriol, 1883
- Inoceramus steenstrupi Loriol, 1883
- Isaster benguellensis Loriol, 1888
- Isoarca helvetica Loriol, 1878
- Isoarca ledonica Loriol, 1902
- Isocardia beaugrandi Loriol, 1875
- Isocardia cottaldina Loriol, 1868
- Isocardia letteroni Loriol, 1868
- Isocardia studeri Loriol, 1861
- Isodonta venusta Loriol, 1868
- Itieria renevieri Loriol, 1866
- Janira matheroniana Loriol, 1867
- Jerea fromenteliana Loriol, 1863
- Kepplerites petitclerci Loriol, 1897
- Kobya typica Loriol, 1900
- Lacuna pellati Loriol, 1874
- Lahillea mira Loriol, 1904
- Laterotubigera varapensis Loriol, 1861
- Latimeandra fromenteli Loriol, 1868
- Leda choffati Loriol, 1902
- Leda cosnensis Loriol, 1882
- Leda roederi Loriol, 1896
- Leptaster martinii Loriol, 1879
- Lima arzierensis Loriol, 1868
- Lima boloniensis Loriol, 1866
- Lima boucardensis Loriol, 1875
- Lima brucdalensis Loriol, 1874
- Lima burensis Loriol, 1891
- Lima cypris Loriol, 1888
- Lima delinita Loriol, 1872
- Lima doris Loriol, 1888
- Lima drya Loriol, 1891
- Lima essertensis Loriol, 1867
- Lima exquisita Loriol, 1868
- Lima gillieroni Loriol, 1869
- Lima kobyi Loriol, 1891
- Lima liesbergensis Loriol, 1896
- Lima meroe Loriol, 1891
- Lima moeschi Loriol, 1878
- Lima picteti Loriol, 1861
- Lima ponderosa Loriol, 1888
- Lima pseudoproboscidea Loriol, 1867
- Lima reginae Loriol, 1891
- Lima salevensis Loriol, 1866
- Lima schardti Loriol, 1882
- Lima soyhierensis Loriol, 1897
- Lima thisbe Loriol, 1888
- Lima trembiazensis Loriol, 1899
- Lima varapensis Loriol, 1861
- Limatula boehmi Loriol, 1893
- Limopsis douvillei Loriol, 1875
- Linearia blanda Loriol, 1891
- Linearia cosnensis Loriol, 1882
- Linearia valfinensis Loriol, 1888
- Lingula haasi Loriol, 1902
- Linthia aschersoni Loriol, 1880
- Linthia capellinii Loriol, 1882
- Linthia cavernosa Loriol, 1880
- Linthia delanouei Loriol, 1880
- Linthia esnehensis Loriol, 1880
- Linthia favrei Loriol, 1876
- Linthia fraasi Loriol, 1896
- Linthia laubei Loriol, 1890
- Linthia navillei Loriol, 1880
- Lithodomus billodensis Loriol, 1902
- Lithodomus blauenensis Loriol, 1891
- Lithodomus luci Loriol, 1866
- Lithodomus munieri Loriol, 1891
- Lithodomus sandbergianus Loriol, 1864
- Lithodomus valfinensis Loriol, 1888
- Lithodomus vietus Loriol, 1868
- Littorina bononiensis Loriol, 1874
- Littorina montaneyensis Loriol, 1900
- Lucina alpreckensis Loriol, 1875
- Lucina aspasia Loriol, 1891
- Lucina aspernata Loriol, 1868
- Lucina beaugrandi Loriol, 1875
- Lucina berlieri Loriol, 1898
- Lucina blauenensis Loriol, 1891
- Lucina boehmi Loriol, 1888
- Lucina burensis Loriol, 1891
- Lucina chavattensis Loriol, 1893
- Lucina clytia Loriol, 1888
- Lucina compressiuscula Loriol, 1891
- Lucina diana Loriol, 1891
- Lucina drya Loriol, 1891
- Lucina erina Loriol, 1891
- Lucina fragosa Loriol, 1868
- Lucina gamana Loriol, 1892
- Lucina girardoti Loriol, 1888
- Lucina icaunensis Loriol, 1892
- Lucina laitmairensis Loriol, 1882
- Lucina lamberti Loriol, 1875
- Lucina leblanci Loriol, 1875
- Lucina lydia Loriol, 1891
- Lucina merope Loriol, 1891
- Lucina nysa Loriol, 1888
- Lucina octavia Loriol, 1891
- Lucina phaedra Loriol, 1891
- Lucina pseudowabrensis Loriol, 1868
- Lucina quehenensis Loriol, 1875
- Lucina royeri Loriol, 1872
- Lucina subplebeia Loriol, 1891
- Lucina tarichensis Loriol, 1894
- Lucina urgonensis Loriol, 1867
- Lucina valentula Loriol, 1868
- Luidia penangensis Loriol, 1891
- Lymnaea physoides Loriol, 1865
- Lytoceras orbignyi Loriol, 1900
- Macrocephalites greppini Loriol, 1897
- Macrocephalites kobyi Loriol, 1895
- Macrocephalites liesbergensis Loriol, 1895
- Macrocephalites tornquisti Loriol, 1895
- Macropneustes fischeri Loriol, 1880
- Macropneustes integer Loriol, 1890
- Macropneustes lefebvrei Loriol, 1880
- Magnosia camarensis Loriol, 1887
- Magnosia kakhourensis Loriol, 1904
- Magnosia pauperata Loriol, 1901
- Magnosia suessi Loriol, 1901
- Mesenteripora hiselyi Loriol, 1869
- Metopaster teilhardi Loriol, 1904
- Micropedina rotularis Loriol, 1887
- Micropsis fraasi Loriol, 1880
- Millericrinus affinis Loriol, 1884
- Millericrinus algarbiensis Loriol, 1890
- Millericrinus basseti Loriol, 1883
- Millericrinus beaudouini Loriol, 1883
- Millericrinus belnensis Loriol, 1883
- Millericrinus bernensis Loriol, 1877
- Millericrinus bregillensis Loriol, 1884
- Millericrinus burgundicus Loriol, 1884
- Millericrinus caraboeufi Loriol, 1883
- Millericrinus cesaredensis Loriol, 1890
- Millericrinus charpyi Loriol, 1883
- Millericrinus choffati Loriol, 1876
- Millericrinus cotteaui Loriol, 1883
- Millericrinus elatus Loriol, 1883
- Millericrinus escheri Loriol, 1877
- Millericrinus etalloni Loriol, 1877
- Millericrinus etrocheyensis Loriol, 1883
- Millericrinus exilis Loriol, 1883
- Millericrinus expansus Loriol, 1884
- Millericrinus fallax Loriol, 1884
- Millericrinus gauthieri Loriol, 1883
- Millericrinus icaunensis Loriol, 1883
- Millericrinus knorri Loriol, 1877
- Millericrinus lusitanicus Loriol, 1890
- Millericrinus martini Loriol, 1884
- Millericrinus matheyi Loriol, 1877
- Millericrinus morierei Loriol, 1883
- Millericrinus oehlerti Loriol, 1884
- Millericrinus oosteri Loriol, 1877
- Millericrinus orbignyi Loriol, 1883
- Millericrinus pepini Loriol, 1883
- Millericrinus peroni Loriol, 1883
- Millericrinus pilleti Loriol, 1883
- Millericrinus ranvillensis Loriol, 1883
- Millericrinus robustus Loriol, 1883
- Millericrinus studeri Loriol, 1876
- Millericrinus thiessingi Loriol, 1876
- Millericrinus thiollierei Loriol, 1883
- Millericrinus trigeri Loriol, 1884
- Millericrinus valangiensis Loriol, 1877
- Miotoxaster exilis Loriol, 1887
- Mistechinus mayeri Loriol, 1896
- Modiola chavattensis Loriol, 1896
- Modiola ebrayi Loriol, 1882
- Modiola valfinensis Loriol, 1888
- Monodiadema cotteaui Loriol, 1888
- Multicavea neocomiensis Loriol, 1861
- Myoconcha lata Loriol, 1893
- Myoconcha sabaudiana Loriol, 1861
- Mytilus blandus Loriol, 1872
- Mytilus boloniensis Loriol, 1867
- Mytilus desorianus Loriol, 1867
- Mytilus girardoti Loriol, 1902
- Mytilus icaunensis Loriol, 1868
- Mytilus laitmairensis Loriol, 1883
- Mytilus ledonicus Loriol, 1902
- Mytilus morinicus Loriol, 1867
- Mytilus salevensis Loriol, 1867
- Mytilus tombecki Loriol, 1872
- Mytilus voironensis Pictet & Loriol, 1858
- Nardoa bellonae Loriol, 1883
- Nardoa finschi Loriol, 1891
- Nardoa fourtaui Loriol, 1903
- Nardoa mollis Loriol, 1891
- Narica stoppanii Loriol, 1867
- Natica ancervillensis Loriol, 1872
- Natica autharis Loriol, 1890
- Natica balteata Loriol, 1874
- Natica barottei Loriol, 1872
- Natica beaugrandi Loriol, 1874
- Natica billodensis Loriol, 1898
- Natica blauenensis Loriol, 1890
- Natica boucardensis Loriol, 1874
- Natica cartieri Loriol, 1880
- Natica ceres Loriol, 1866
- Natica cireyensis Loriol, 1872
- Natica cosnensis Loriol, 1882
- Natica euryta Loriol, 1890
- Natica evadne Loriol, 1874
- Natica florae Loriol, 1868
- Natica girardoti Loriol, 1902
- Natica matheyi Loriol, 1890
- Natica minchinhamptonensis Loriol, 1883
- Natica musta Loriol, 1867
- Natica pellati Loriol, 1874
- Natica pricei Loriol, 1882
- Natica questrecquensis Loriol, 1874
- Natica rachecourtensis Loriol, 1872
- Natica rathieri Loriol, 1892
- Natica royeri Loriol, 1872
- Natica semitalis Loriol, 1874
- Natica ursicina Loriol, 1890
- Natica vacuolaris Loriol, 1872
- Natica valfinensis Loriol, 1887
- Natica venelia Loriol, 1874
- Natica verdati Loriol, 1890
- Natica vespa Loriol, 1872
- Nautilus girardoti Loriol, 1902
- Nautilus ledonicus Loriol, 1902
- Nautilus royeri Loriol, 1869
- Neaera fontannesii Loriol, 1878
- Neaera portlandica Loriol, 1868
- Neoclypeus syriacus Loriol, 1900
- Nerinea berlieri Loriol, 1902
- Nerinea boncourtensis Loriol, 1889
- Nerinea bononiensis Loriol, 1874
- Nerinea bourgeati Loriol, 1885
- Nerinea chantrei Loriol, 1885
- Nerinea curmontensis Loriol, 1872
- Nerinea cyane Loriol, 1874
- Nerinea cybele Loriol, 1889
- Nerinea episcopalis Loriol, 1889
- Nerinea flora Loriol, 1889
- Nerinea gagnebini Loriol, 1889
- Nerinea greppini Loriol, 1889
- Nerinea gresslyi Loriol, 1889
- Nerinea guirandi Loriol, 1885
- Nerinea kobyi Loriol, 1889
- Nerinea pseudospeciosa Loriol, 1872
- Nerinea quehenensis Loriol, 1874
- Nerinea salevensis Loriol, 1866
- Nerinea satagea Loriol, 1874
- Nerinea turbatrix Loriol, 1885
- Nerinea vallonia Loriol, 1868
- Nerita aspasia Loriol, 1894
- Nerita barottei Loriol, 1872
- Nerita bouchardiana Loriol, 1874
- Nerita constricta Loriol, 1890
- Nerita davidsoni Loriol, 1874
- Nerita doris Loriol, 1890
- Nerita kobyi Loriol, 1894
- Nerita micheloti Loriol, 1867
- Nerita pellati Loriol, 1874
- Nerita pictetiana Loriol, 1867
- Nerita ponderosa Loriol, 1890
- Nerita reticulata Loriol, 1890
- Nerita thurmanni Loriol, 1890
- Nerita transversa var. minor Loriol, 1909
- Neritopsis meriani Loriol, 1861
- Neritopsis mortilleti Loriol, 1866
- Nodicrescis edwardsi Loriol, 1861
- Nonionina jaccardi Loriol, 1865
- Nonionina villersensis Loriol, 1865
- Nucula ancervillensis Loriol, 1872
- Nucula barroisi Loriol, 1882
- Nucula bellozanensis Loriol, 1875
- Nucula cepha Loriol, 1893
- Nucula cottaldi Loriol, 1875
- Nucula pseudomenkii Loriol, 1899
- Nucula zieteni Loriol, 1897
- Oculospongia fromenteli Loriol, 1868
- Oculospongia irregularis Loriol, 1869
- Odontoturbo delicatulum Loriol, 1887
- Odostomia jurassica Loriol, 1867
- Oekotraustes kobyi Loriol, 1897
- Offaster globulosus Loriol, 1882
- Oligopygus wetherbyi Loriol, 1886
- Oonia daphne Loriol, 1890
- Oonia exilis Loriol, 1887
- Oonia guirandi Loriol, 1887
- Ophiactis brocki Loriol, 1893
- Ophiarachna mauritiensis Loriol, 1893
- Ophiarachna robillardi Loriol, 1893
- Ophiarthrum lymani Loriol, 1893
- Ophidiaster duncani Loriol, 1884
- Ophidiaster ludwigi Loriol, 1899
- Ophidiaster perrieri Loriol, 1884
- Ophidiaster robillardi Loriol, 1884
- Ophiocnemis cotteaui Loriol, 1899
- Ophiocnemis venusta Loriol, 1899
- Ophiocnida picteti Loriol, 1893
- Ophiocoma doederleini Loriol, 1898
- Ophiomyxa robillardi Loriol, 1893
- Ophiopezella dubiosa Loriol, 1893
- Ophiopezella luetkeni Loriol, 1893
- Ophiothrix bedoti Loriol, 1893
- Ophiothrix fallax Loriol, 1893
- Ophiothrix lepidus Loriol, 1893
- Ophiothrix mauritiensis Loriol, 1891
- Ophiothrix picteti Loriol, 1893
- Ophiothrix picturatus Loriol, 1893
- Ophiothrix robillardi Loriol, 1893
- Ophiothrix tristis Loriol, 1891
- Ophiurella royeri Loriol, 1872
- Opis blauenensis Loriol, 1890
- Opis campocurtensis Loriol, 1872
- Opis desori Loriol, 1861
- Opis fringueletensis Loriol, 1893
- Opis glareosa Loriol, 1881
- Opis greppini Loriol, 1890
- Opis kobyi Loriol, 1890
- Opis portlandicus Loriol, 1868
- Opis quadrata Loriol, 1890
- Opis roederi Loriol, 1896
- Opis valfinensis Loriol, 1888
- Opissaster cotteri Loriol, 1894
- Oppelia dupasquieri Loriol, 1897
- Oppelia episcopalis Loriol, 1897
- Oppelia girardoti Loriol, 1901
- Oppelia heimei Loriol, 1897
- Oppelia inconspicua Loriol, 1897
- Oppelia langi Loriol, 1897
- Oppelia ledonica Loriol, 1899
- Oppelia mayeri Loriol, 1897
- Oppelia pseudopichleri Loriol, 1901
- Oppelia puellaris Loriol, 1897
- Oppelia richei Loriol, 1897
- Oppelia rollieri Loriol, 1897
- Oppelia sarasini Loriol, 1901
- Oppelia spernenda Loriol, 1901
- Oppelia valfinensis Loriol, 1886
- Orthopsis libanotica Loriol, 1904
- Orthostoma buvigneri Loriol, 1866
- Orthostoma granum Loriol, 1867
- Ostrea catalaunica Loriol, 1872
- Ostrea colossea Loriol, 1893
- Ostrea expensa var. minor Loriol, 1909
- Ostrea kobyi Loriol, 1893
- Ostrea lineolata Loriol, 1874
- Ostrea mairei Loriol, 1902
- Ostrea matronensis Loriol, 1872
- Ostrea ogerieni Loriol, 1902
- Ostrea pyrrha Loriol, 1893
- Ostrea rivelensis Loriol, 1902
- Ostrea roederi Loriol, 1902
- Ostrea sandalinoides Loriol, 1899
- Ostrea sorlinensis Loriol, 1902
- Ostrea vuargnyensis Loriol, 1882
- Pachyaster aegypticus Loriol, 1904
- Palaeostoma schweinfurthi Loriol, 1880
- Palaeostoma zitteli Loriol, 1881
- Palmipes sarasini Loriol, 1897
- Paludina sautieriana Loriol, 1865
- Pandora gaultina Loriol, 1882
- Patella cartieri Loriol, 1880
- Patella matheyi Loriol, 1890
- Patella rathieri Loriol, 1892
- Patella salevensis Loriol, 1866
- Patella vassiacensis Loriol, 1872
- Pecten agassizi Pictet & Loriol, 1858
- Pecten arzierensis Loriol, 1868
- Pecten ataensis Loriol, 1882
- Pecten blyensis Loriol, 1902
- Pecten bourgeati Loriol, 1902
- Pecten cartieri Loriol, 1880
- Pecten chavattensis Loriol, 1893
- Pecten episcopalis Loriol, 1893
- Pecten etalloni Loriol, 1874
- Pecten etiveyensis Loriol, 1902
- Pecten ferax Loriol, 1891
- Pecten girardoti Loriol, 1902
- Pecten guyoti Loriol, 1894
- Pecten landeronense Loriol, 1869
- Pecten ledonicus Loriol, 1902
- Pecten lens morini Loriol, 1909
- Pecten letteroni Loriol, 1891
- Pecten morini Loriol, 1866
- Pecten nais Loriol, 1891
- Pecten nattheimensis Loriol, 1893
- Pecten neckeri Loriol, 1894
- Pecten oosteri Loriol, 1861
- Pecten oromedon Loriol, 1877
- Pecten pelops Loriol, 1891
- Pecten rochati Loriol, 1867
- Pecten roederi Loriol, 1899
- Pecten sainputeanus Loriol, 1891
- Pecten soyhierensis Loriol, 1896
- Pecten tombecki Loriol, 1872
- Pecten urgonensis Loriol, 1867
- Pecten ursannensis Loriol, 1891
- Pecten zwingensis Loriol, 1894
- Pectinura venusta Loriol, 1891
- Pectunculus neverisensis Loriol, 1882
- Peltastes cottaldinus Loriol, 1867
- Peltastes favrei Loriol, 1893
- Peltastes remesi Loriol, 1901
- Peltastes valleti Loriol, 1868
- Peltoceras choffati Loriol, 1898
- Pentaceros belli Loriol, 1884
- Pentaceros sladeni Loriol, 1884
- Pentacrinus arzierensis Loriol, 1879
- Pentacrinus biturix Loriol, 1887
- Pentacrinus brotensis Loriol, 1879
- Pentacrinus burgundicus Loriol, 1887
- Pentacrinus campichei Loriol, 1879
- Pentacrinus caraboeufi Loriol, 1887
- Pentacrinus carpenteri Loriol, 1887
- Pentacrinus cartieri Loriol, 1879
- Pentacrinus censoriensis Loriol, 1887
- Pentacrinus changarnieri Loriol, 1887
- Pentacrinus chavannesi Loriol, 1879
- Pentacrinus cotteaui Loriol, 1887
- Pentacrinus dargniesi Loriol, 1877
- Pentacrinus deslongchampsi Loriol, 1887
- Pentacrinus feuguerollensis Loriol, 1884
- Pentacrinus gevreyi Loriol, 1903
- Pentacrinus gillieroni Loriol, 1879
- Pentacrinus gracilentus Loriol, 1887
- Pentacrinus guirandi Loriol, 1887
- Pentacrinus incallidus Loriol, 1890
- Pentacrinus inkermanensis Loriol, 1875
- Pentacrinus jaccardi Loriol, 1879
- Pentacrinus lepidus Loriol, 1884
- Pentacrinus leuthardi Loriol, 1883
- Pentacrinus levisutus Loriol, 1885
- Pentacrinus lissajouxi Loriol, 1903
- Pentacrinus lupsingensis Loriol, 1879
- Pentacrinus lusitanicus Loriol, 1890
- Pentacrinus malleatus Loriol, 1884
- Pentacrinus mallevalensis Loriol, 1903
- Pentacrinus marioni Loriol, 1887
- Pentacrinus matheyi Loriol, 1878
- Pentacrinus mieryensis Loriol, 1884
- Pentacrinus miocenicus Loriol, 1895
- Pentacrinus moeschi Loriol, 1879
- Pentacrinus morierei Loriol, 1887
- Pentacrinus munieri Loriol, 1887
- Pentacrinus normaniensis Loriol, 1887
- Pentacrinus pacomei Loriol, 1887
- Pentacrinus pagnyensis Loriol, 1887
- Pentacrinus pellati Loriol, 1887
- Pentacrinus penichensis Loriol, 1890
- Pentacrinus peyroulensis Loriol, 1903
- Pentacrinus praetextus Loriol, 1884
- Pentacrinus rollieri Loriol, 1884
- Pentacrinus rupellensis Loriol, 1887
- Pentacrinus sarthacensis Loriol, 1887
- Pentacrinus schlumbergeri Loriol, 1885
- Pentacrinus solodurinus Loriol, 1879
- Pentacrinus stockhornensis Loriol, 1879
- Pentacrinus thiessingi Loriol, 1879
- Pentacrinus trabalis Loriol, 1879
- Pentacrinus tricostatus Loriol, 1884
- Pentagonaster basseti Loriol, 1886
- Pentagonaster chantrei Loriol, 1893
- Pentagonaster picteti Loriol, 1893
- Perisphinctes berlieri Loriol, 1902
- Perisphinctes bernensis Loriol, 1897
- Perisphinctes billodensis Loriol, 1899
- Perisphinctes bonjouri Loriol, 1899
- Perisphinctes bouranensis Loriol, 1901
- Perisphinctes chavattensis Loriol, 1893
- Perisphinctes episcopalis Loriol, 1900
- Perisphinctes girardoti Loriol, 1899
- Perisphinctes greppini Loriol, 1895
- Perisphinctes gresslyi Loriol, 1895
- Perisphinctes kobyi Loriol, 1897
- Perisphinctes laisinensis Loriol, 1902
- Perisphinctes ledonicus Loriol, 1899
- Perisphinctes mairei Loriol, 1899
- Perisphinctes marcoui Loriol, 1901
- Perisphinctes marnesiae Loriol, 1902
- Perisphinctes matheyi Loriol, 1897
- Perisphinctes mirandus Loriol, 1897
- Perisphinctes moeschi Loriol, 1897
- Perisphinctes montaneyensis Loriol, 1900
- Perisphinctes montfalconensis Loriol, 1900
- Perisphinctes montrivelensis Loriol, 1898
- Perisphinctes neglectus Loriol, 1901
- Perisphinctes noetlingi Loriol, 1897
- Perisphinctes orbignyi Loriol, 1902
- Perisphinctes parandieri Loriol, 1902
- Perisphinctes paturattensis Loriol, 1900
- Perisphinctes picteti Loriol, 1897
- Perisphinctes rollieri Loriol, 1900
- Perisphinctes sarasini Loriol, 1897
- Perisphinctes sorlinensis Loriol, 1901
- Perisphinctes subfunatus Loriol, 1897
- Perisphinctes thevenini Loriol, 1901
- Perisphinctes thurmanni Loriol, 1900
- Perisphinctes tonnerrensis Loriol, 1893
- Perna bayani Loriol, 1875
- Perna kobyi Loriol, 1899
- Petersia aculeata Loriol, 1895
- Petersia microstoma Loriol, 1889
- Phaleropygus oppenheimi Loriol, 1901
- Pholadomya harmevillensis Loriol, 1872
- Pholadomya kobyi Loriol, 1893
- Pholadomya martinensis Loriol, 1875
- Pholadomya minuta Loriol, 1861
- Pholadomya pellati Loriol, 1875
- Pholadomya tombecki Loriol, 1872
- Pholas davidsoni Loriol, 1875
- Pholas foucardi Loriol, 1868
- Phyllobrissus crucianus Loriol, 1872
- Phyllobrissus gillieroni Loriol, 1872
- Phyllobrissus mirandus Loriol, 1872
- Phyllobrissus parviporus Loriol, 1873
- Phylloceras kobyi Loriol, 1897
- Phylloceras lajouxensis Loriol, 1899
- Phylloceras riazi Loriol, 1897, homonyme du précédent
- Phyllocrinus apertus Loriol, 1879
- Phyllocrinus clapsensis Loriol, 1881
- Phyllocrinus gauthieri Loriol, 1881
- Phyllocrinus gibbosus Loriol, 1881
- Phyllocrinus gracilis Loriol, 1878
- Phyllocrinus oosteri Loriol, 1878
- Phyllocrinus picteti Loriol, 1878
- Phyllocrinus sabaudianus Pictet & Loriol, 1858
- Phymechinus langi Loriol, 1870
- Picteticrinus beaugrandi Loriol, 1874
- Pileolus valfinensis Loriol, 1887
- Pinna cartieri Loriol, 1880
- Pinna constantini Loriol, 1875
- Pinna ledonica Loriol, 1902
- Pinna loustaui Loriol, 1875
- Placunopsis blandus Loriol, 1891
- Placunopsis blauenensis Loriol, 1891
- Placunopsis elliptica Loriol, 1874
- Placunopsis lycetti Loriol, 1865
- Placunopsis pictetianus Loriol, 1866
- Placunopsis valdensis Loriol, 1882
- Planorbis coquandianus Loriol, 1865
- Pleiocyphus syriacus Loriol, 1904
- Plesiodiadema insignitum Loriol, 1887
- Pleurodiadema pereirae Loriol, 1889
- Pleuromya alpreckensis Loriol, 1875
- Pleuromya matronensis Loriol, 1872
- Pleuromya perplexa Loriol, 1892
- Pleuromya ritteneri Loriol, 1883
- Pleuromya solodurinensis Loriol, 1879
- Pleurotomaria andelotensis Loriol, 1898
- Pleurotomaria berlieri Loriol, 1902
- Pleurotomaria billodensis Loriol, 1902
- Pleurotomaria charpyi Loriol, 1886
- Pleurotomaria chatillonensis Loriol, 1902
- Pleurotomaria chavattensis Loriol, 1893
- Pleurotomaria favrina Loriol, 1861
- Pleurotomaria gosseana Loriol, 1867
- Pleurotomaria guirandi Loriol, 1886
- Pleurotomaria houllefortensis Loriol, 1874
- Pleurotomaria kobyi Loriol, 1893
- Pleurotomaria ledonica Loriol, 1902
- Pleurotomaria lemani Loriol, 1861
- Pleurotomaria liesbergensis Loriol, 1893
- Pleurotomaria marignasensis Loriol, 1902
- Pleurotomaria moeschi Loriol, 1878
- Pleurotomaria royeri Loriol, 1872
- Pleurotomaria rozeti Loriol, 1867
- Pleurotomaria saleviana Loriol, 1861
- Pleurotomaria sauvagei Loriol, 1874
- Pleurotomaria sorlinensis Loriol, 1902
- Pleurotomaria valfinensis Loriol, 1886
- Plicatula beaugrandi Loriol, 1874
- Plicatula boisdini Loriol, 1866
- Plicatula kobyi Loriol, 1891
- Plicatula kobyi Loriol, 1896
- Plicatula ogerieni Loriol, 1902
- Plicatula pellati Loriol, 1891
- Plicatula quenstedti Loriol, 1897
- Pollicipes royeri Loriol, 1869
- Pollicipes suprajurensis Loriol, 1867
- Polycyphus ribeiroi Loriol, 1883
- Polystoma kobyi Loriol, 1895
- Pomelia delgadoi Loriol, 1899
- Porostoma fromenteliana Loriol, 1863
- Posidonomya bononiensis Loriol, 1875
- Prenaster boninensis Loriol, 1901
- Proboscina jaccardi Loriol, 1868
- Prorokia choffati Loriol, 1893
- Prorokia kobyi Loriol, 1896
- Prorokia munieri Loriol, 1892
- Protocardium roederi Loriol, 1900
- Protocardium valbertense Loriol, 1900
- Psammechinus euthymi Loriol, 1866
- Psammechinus iheringi Loriol, 1901
- Psammechinus salevensis Loriol, 1867
- Psammechinus trautscholdi Loriol, 1876
- Psammechinus zumoffeni Loriol, 1896
- Pseudocidaris alhadasensis Loriol, 1889
- Pseudocidaris choffati Loriol, 1889
- Pseudocidaris dieneri Loriol, 1886
- Pseudocidaris douarensis Loriol, 1901
- Pseudocidaris gaioensis Loriol, 1889
- Pseudocidaris lusitanica Loriol, 1889
- Pseudocidaris saussurei Loriol, 1875
- Pseudocidaris spinosa Loriol, 1889
- Pseudocidaris spissa Loriol, 1889
- Pseudocidaris zitteli Loriol, 1901
- Pseudodiadema alcantarense Loriol, 1887
- Pseudodiadema campichei Loriol, 1872
- Pseudodiadema caroli Loriol, 1868
- Pseudodiadema cotteri Loriol, 1904
- Pseudodiadema delgadoi Loriol, 1887
- Pseudodiadema delicatulum Loriol, 1887
- Pseudodiadema episcopale Loriol, 1884
- Pseudodiadema gemmeum Loriol, 1873
- Pseudodiadema gurgitis Loriol, 1873
- Pseudodiadema incertum Loriol, 1861
- Pseudodiadema interjectum Loriol, 1887
- Pseudodiadema libanoticum Loriol, 1886
- Pseudodiadema matheyi Loriol, 1872
- Pseudodiadema meriani Loriol, 1872
- Pseudodiadema muelense Loriol, 1889
- Pseudodiadema muelleri Loriol, 1872
- Pseudodiadema schluteri Loriol, 1887
- Pseudodiadema scruposum Loriol, 1887
- Pseudodiadema sculptile Loriol, 1887
- Pseudodiadema verruculatum Loriol, 1873
- Pseudomelania ambigua Loriol, 1892
- Pseudomelania bipartita Loriol, 1872
- Pseudomelania collisa Loriol, 1874
- Pseudomelania exigua Loriol, 1867
- Pseudomelania inconspicua Loriol, 1890
- Pseudomelania kobyi Loriol, 1890
- Pseudomelania liesbergensis Loriol, 1893
- Pseudomelania pellati Loriol, 1874
- Pseudomelania valfinensis Loriol, 1887
- Pseudonerinea blauenensis Loriol, 1890
- Pseudonerinea gracilis Loriol, 1890
- Pseudonerinea letteroni Loriol, 1892
- Pseudopedina elegans Loriol, 1890
- Pseudopileus zumoffeni Loriol, 1900
- Pseudosalenia crispicans Loriol, 1887
- Pseudosalenia cuevasensis Loriol, 1904
- Pseudosalenia delgadoi Loriol, 1887
- Pseudosalenia zumoffeni Loriol, 1901
- Ptychomya portlandica Loriol, 1875
- Ptygmatis mirabilis Loriol, 1889
- Purpurina mairei Loriol, 1898
- Purpuroidea gracilis Loriol, 1885
- Pygaster algarbiensis Loriol, 1890
- Pygaster thomarensis Loriol, 1879
- Pygaster zumoffeni Loriol, 1904
- Pygopistes douarensis Loriol, 1900
- Pygorhynchus mayeri Loriol, 1875
- Pygurus africanus Loriol, 1888
- Pygurus libanensis Loriol, 1901
- Pygurus noetlingi Loriol, 1898
- Pygurus salevensis Loriol, 1861
- Pyrina beyrouthensis Loriol, 1904
- Pyrina globosa Loriol, 1887
- Pyrina junqueiroensis Loriol, 1887
- Pyrina lamberti Loriol, 1896
- Pyrina syriaca Loriol, 1904
- Pyrina zumoffeni Loriol, 1896
- Radiopora bellula Loriol, 1868
- Raeta cotteaui Loriol, 1892
- Rapa ebrayi Loriol, 1882
- Raulinia gaultina Loriol, 1882
- Reptoclausa meandrina Loriol, 1868
- Reptomulticava bellula Loriol, 1869
- Reptomulticava gillieroni Loriol, 1869
- Reptomulticlausa orbignyana Loriol, 1861
- Reptomulticrescis neocomiensis Loriol, 1861
- Reptomultisparsa haimeana Loriol, 1861
- Reptomultisparsa tenella Loriol, 1868
- Reptopora valangiensis Loriol, 1868
- Reptotubigera simplex Loriol, 1861
- Rhabdocidaris abdaensis Loriol, 1900
- Rhabdocidaris arrudaensis Loriol, 1888
- Rhabdocidaris arsenoensis Loriol, 1888
- Rhabdocidaris boccagei Loriol, 1888
- Rhabdocidaris capelloi Loriol, 1886
- Rhabdocidaris cascaesensis Loriol, 1887
- Rhabdocidaris crameri Loriol, 1886
- Rhabdocidaris delgadoi Loriol, 1887
- Rhabdocidaris delgadoi Loriol, 1888
- Rhabdocidaris douarensis Loriol, 1900
- Rhabdocidaris insuetus Loriol, 1887
- Rhabdocidaris lacertosus Loriol, 1887
- Rhabdocidaris libanoticus Loriol, 1901
- Rhabdocidaris mira Loriol, 1888
- Rhabdocidaris orientalis Loriol, 1901
- Rhabdocidaris pavimentatus Loriol, 1873
- Rhabdocidaris pereirae Loriol, 1888
- Rhabdocidaris roquettei Loriol, 1902
- Rhabdocidaris sagresensis Loriol, 1888
- Rhabdocidaris thunensis Loriol, 1873
- Rhabdocidaris thurmanni Loriol, 1872
- Rhabdocidaris zitteli Loriol, 1880
- Rhopia prisca Loriol, 1874
- Rhynchonella desori Loriol, 1872
- Rhynchonella matronensis Loriol, 1872
- Rhynchonella orbignyana Loriol, 1869
- Rhynchonella pectunculoides Loriol, 1872
- Rhynchonella rivelensis Loriol, 1902
- Rhynchonella tchkmeriensis Loriol, 1895
- Rhynchonella valangiensis Loriol, 1864
- Rhynchopygus navillei Loriol, 1880
- Rhynchopygus siutensis Loriol, 1881
- Rhynchopygus thebensis Loriol, 1880
- Rhynchopygus zitteli Loriol, 1881
- Rhynchoteuthis fragilis Pictet & Loriol, 1858
- Rhynchoteuthis quenstedti Pictet & Loriol, 1858
- Rhynchoteuthis sabaudianus Pictet & Loriol, 1858
- Rimula etalloni Loriol, 1886
- Rissoa pellati Loriol, 1874
- Rissoina greppini Loriol, 1890
- Rostellaria ebrayi Loriol, 1882
- Rostellaria elegans Loriol, 1861
- Rostellaria incerta Loriol, 1861
- Rostellaria pictetiana Loriol, 1861
- Salenia choffati Loriol, 1887
- Salenia dombeensis Loriol, 1888
- Salenia hakkaidoensis Loriol, 1901
- Salenia lusitanica Loriol, 1887
- Scalaria neocomiensis Loriol, 1861
- Scaphaster humberti Loriol, 1898
- Scaptodiadema matheyi Loriol, 1890
- Schizaster africanus Loriol, 1861
- Schizaster bouziguensis Loriol, 1901
- Schizaster catalaunicus Loriol, 1904
- Schizaster gaudryi Loriol, 1880
- Schizaster iheringi Loriol, 1891
- Schizaster jordani Loriol, 1880
- Schizaster mokattamensis Loriol, 1880
- Schizaster rohlfsi Loriol, 1880
- Schizaster thebensis Loriol, 1880
- Schizaster zitteli Loriol, 1880
- Scutella jacquemeti Loriol, 1901
- Scutella lusitanica Loriol, 1894
- Scutella roquettei Loriol, 1894
- Semicava multiplex Loriol, 1868
- Semicrescis ramosa Loriol, 1861
- Serpula argoviensis Loriol, 1875
- Serpula blaisensis Loriol, 1869
- Serpula connexa Loriol, 1875
- Serpula davidsoni Loriol, 1874
- Serpula dollfussi Loriol, 1874
- Serpula huberti Loriol, 1874
- Serpula liesbergensis Loriol, 1895
- Serpula moeschi Loriol, 1875
- Serpula royeri Loriol, 1869
- Serpula soncourtensis Loriol, 1870
- Serpula thermarum Loriol, 1875
- Serpula transfuga Loriol, 1869
- Siliquaria pricei Loriol, 1882
- Siphoneudea neocomiensis Loriol, 1863
- Siphoneudea truncata Loriol, 1863
- Siphonocaelia cyathiformis Loriol, 1869
- Siphonocaelia expansa Loriol, 1863
- Siphonocaelia oblonga Loriol, 1863
- Siphonocaelia tenuicula Loriol, 1869
- Sismondia saemanni Loriol, 1880
- Solanocrinus beaugrandi Loriol, 1874
- Solanocrinus valdensis Loriol, 1868
- Solarium urgonense Loriol, 1867
- Sparsispongia abnormis Loriol, 1869
- Sparsispongia brevicauda Loriol, 1869
- Sparsispongia expansa Loriol, 1869
- Sparsispongia gemmata Loriol, 1868
- Sparsispongia sulcata Loriol, 1868
- Spatangus canavarii Loriol, 1882
- Sphaenia pellati Loriol, 1875
- Spinigera rollieri Loriol, 1900
- Spiroclausa neocomiensis Loriol, 1861
- Spondylus bellulus Loriol, 1868
- Spondylus greppini Loriol, 1894
- Stellispongia salevensis Loriol, 1863
- Steneudea varapensis Loriol, 1863
- Stenocaelia flabelliformis Loriol, 1863
- Stenomphalus gaultinus Loriol, 1882
- Stichaster suteri Loriol, 1893
- Stigmatopygus malheiroi Loriol, 1888
- Stomatopora filiformis Loriol, 1861
- Stomechinus camarensis Loriol, 1887
- Stomechinus cesaredensis Loriol, 1889
- Stomechinus choffati Loriol, 1889
- Stomechinus gresslyi Loriol, 1872
- Straparollus portlandicus Loriol, 1868
- Sutneria ledonica Loriol, 1902
- Tancredia schardti Loriol, 1882
- Tapes ebrayi Loriol, 1882
- Tapes picteti Loriol, 1882
- Teinostoma valfinense Loriol, 1887
- Terebratula acuta var. urgonensis Loriol, 1909
- Terebratula arzierensis Loriol, 1864
- Terebratula ernesti Loriol, 1895
- Terebratula exquisita Loriol, 1872
- Terebratula jaccardi Loriol, 1863
- Terebratula kobyi Loriol, 1891
- Terebratula russillensis Loriol, 1867
- Terebratula salevensis Loriol, 1861
- Terebratula valdensis Loriol, 1868
- Terebratula valfinensis Loriol, 1888
- Terebratula valjinensis Loriol, 1888
- Terebratula villersensis Loriol, 1864
- Terebratula zieteni Loriol, 1878
- Thecidea campichei Loriol, 1872
- Thecidea valangiense Loriol, 1868
- Thetis renevieri Loriol, 1861
- Thiolliericrinus algarbiensis Loriol, 1888
- Thiolliericrinus arzierensis Loriol, 1888
- Thiolliericrinus insuetus Loriol, 1890
- Thiolliericrinus ribeiroi Loriol, 1879
- Thracia aberrans Loriol, 1872
- Thracia cornueli Loriol, 1872
- Thracia ledonica Loriol, 1902
- Thracia nasuta Loriol, 1892
- Thracia neversensis Loriol, 1882
- Thracia parvula Loriol, 1897
- Thracia tombecki Loriol, 1872
- Tornatella cosnensis Loriol, 1882
- Tornatella ebrayi Loriol, 1882
- Tornatella egerkindensis Loriol, 1880
- Tornatella essertensis Loriol, 1867
- Tornatella exilis Loriol, 1874
- Tornatella funifera Loriol, 1882
- Tornatella leblanci Loriol, 1874
- Tornatina bayani Loriol, 1874
- Tornatina boucardensis Loriol, 1874
- Tornatina kobyi Loriol, 1894
- Tornatina munieri Loriol, 1893
- Tornatina oppeliana Loriol, 1867
- Tornatina pellati Loriol, 1867
- Tornatina sauvagei Loriol, 1874
- Toxaster broucoensis Loriol, 1887
- Toxaster corvensis Loriol, 1887
- Toxaster dieneri Loriol, 1886
- Toxaster libanoticus Loriol, 1896
- Toxaster ribamarensis Loriol, 1904
- Toxaster sabugensis Loriol, 1887
- Toxaster tosaensis Loriol, 1901
- Toxoceras longicornis Pictet & Loriol, 1858
- Tremospongia divaricata Loriol, 1868
- Tremospongia valangiensis Loriol, 1868
- Trigonia baillycensis Loriol, 1892
- Trigonia boidini Loriol, 1875
- Trigonia boloniensis Loriol, 1866
- Trigonia buchsittensis Loriol, 1880
- Trigonia cartieri Loriol, 1880
- Trigonia chatillonensis Loriol, 1903
- Trigonia curmontensis Loriol, 1872
- Trigonia damoniana Loriol, 1867
- Trigonia daphne Loriol, 1892
- Trigonia etalloni Loriol, 1872
- Trigonia girardoti Loriol, 1903
- Trigonia helena Loriol, 1892
- Trigonia letteroni Loriol, 1868
- Trigonia matronensis Loriol, 1872
- Trigonia micheloti Loriol, 1866
- Trigonia pseudospinosa Loriol, 1882
- Trigonia rotundata Loriol, 1861
- Trigonia royeri Loriol, 1872
- Trigonia sauvagei Loriol, 1875
- Trigonia thevenini Loriol, 1903
- Trigonia tombecki Loriol, 1872
- Trigonia valfinensis Loriol, 1888
- Triplacidia vidali Loriol, 1904
- Trochodiadema abramense Loriol, 1899
- Trochotoma lamberti Loriol, 1892
- Trochus andreae Loriol, 1893
- Trochus beaugrandi Loriol, 1874
- Trochus betancourti Loriol, 1874
- Trochus chatillonensis Loriol, 1897
- Trochus kobyi Loriol, 1893
- Trochus letteroni Loriol, 1892
- Trochus malitiosus Loriol, 1868
- Trochus morierei Loriol, 1874
- Trochus nevirnensis Loriol, 1882
- Trochus permedius Loriol, 1874
- Trochus sauvagei Loriol, 1874
- Trochus scalpratus Loriol, 1874
- Trochus vesculus Loriol, 1868
- Trochus vinealis Loriol, 1868
- Trochus vultuosus Loriol, 1874
- Trophon cosnensis Loriol, 1882
- Turbo baylei Loriol, 1874
- Turbo bourgeati Loriol, 1887
- Turbo cartieri Loriol, 1880
- Turbo chavattensis Loriol, 1893
- Turbo crispicans Loriol, 1887
- Turbo derasus Loriol, 1887
- Turbo durui Loriol, 1868
- Turbo gausapatus Loriol, 1887
- Turbo gerontes Loriol, 1890
- Turbo greppini Loriol, 1894
- Turbo kobyi Loriol, 1898
- Turbo moeschi Loriol, 1878
- Turbo rollieri Loriol, 1897
- Turbo ursicinus Loriol, 1890
- Turbo viriatus Loriol, 1874
- Turritella gillieroni Loriol, 1865
- Turritella saemanni Loriol, 1867
- Unicardium ebrayi Loriol, 1882
- Unicardium erinacei Loriol, 1903
- Unicardium exiguum Loriol, 1900
- Unicardium josephense Loriol, 1888
- Unicardium paturattense Loriol, 1900
- Unicardium pittieri Loriol, 1882
- Unicardium quehenense Loriol, 1875
- Unicardium rubliense Loriol, 1882
- Unicardium tombecki Loriol, 1872
- Unicardium valdense Loriol, 1882
- Valvata loryana Loriol, 1865
- Venilia pseudoglobosa Loriol, 1881
- Venilicardia berlieri Loriol, 1903
- Venilicardia bouranensis Loriol, 1903
- Venilicardia chatillonensis Loriol, 1903
- Venilicardia girardoti Loriol, 1903
- Venilicardia gracilis Loriol, 1903
- Venilicardia renaudoti Loriol, 1903
- Venus escheri Loriol, 1861
- Venus leblanci Loriol, 1875
- Venus thurmanni Loriol, 1861
- Venus varapensis Loriol, 1861
- Zeilleria favrei Loriol, 1895
- Zeilleria koutaisensis Loriol, 1895